# شراكساوية

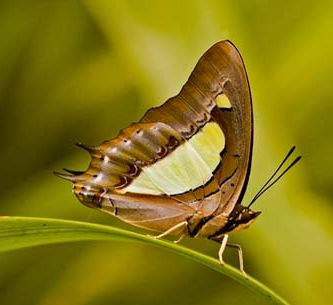
Polyura athamas (Drury) 1773, en charaxinae fra India

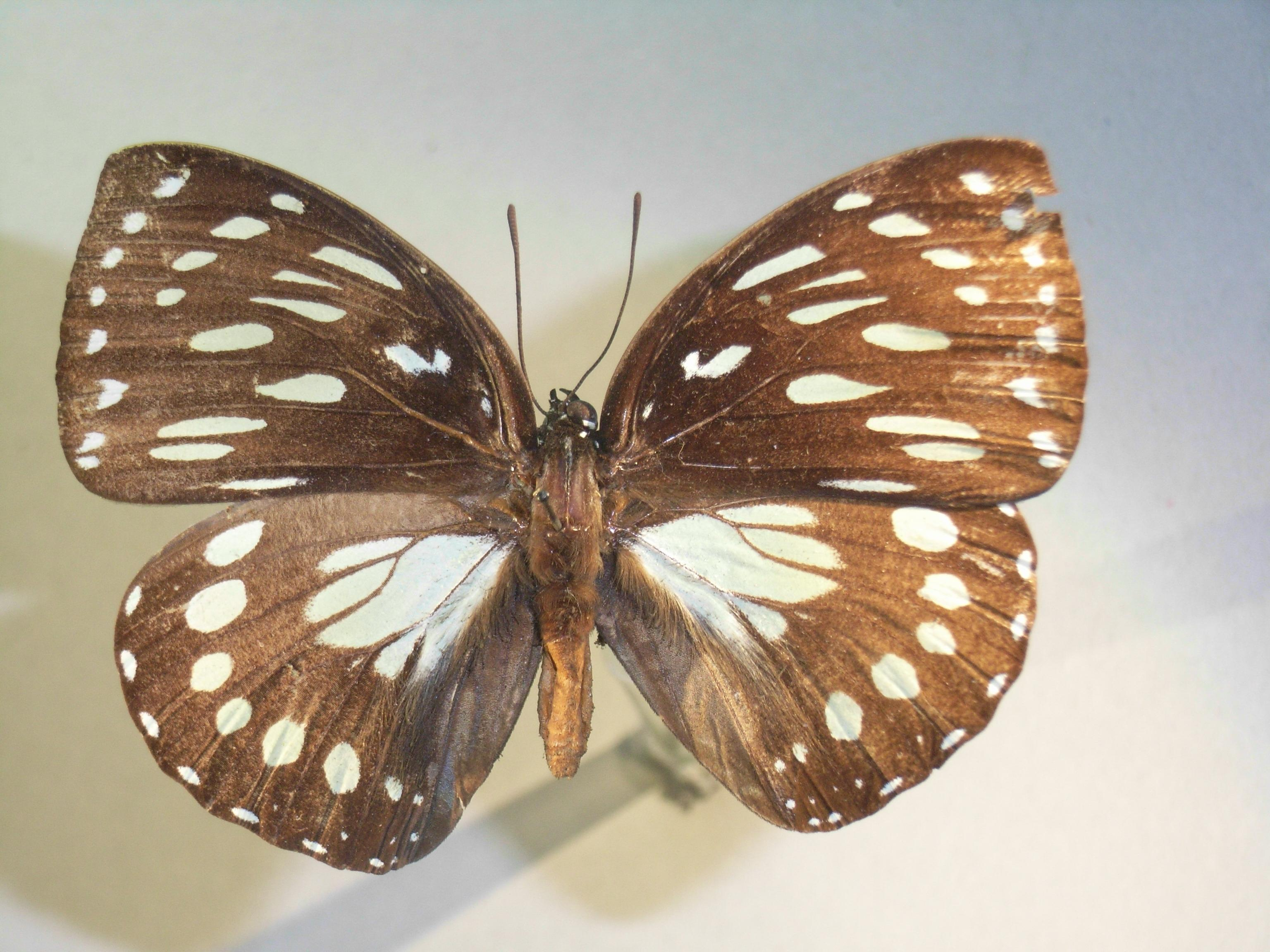
Euxanthe eurynome

الشراكساوية  (الاسم العلمي: Charaxini) هي قبيلة من الحشرات تتبع الفصيلة الحورائيات من رتبة حرشفيات الأجنحة.

## أجناس الشراكساوية

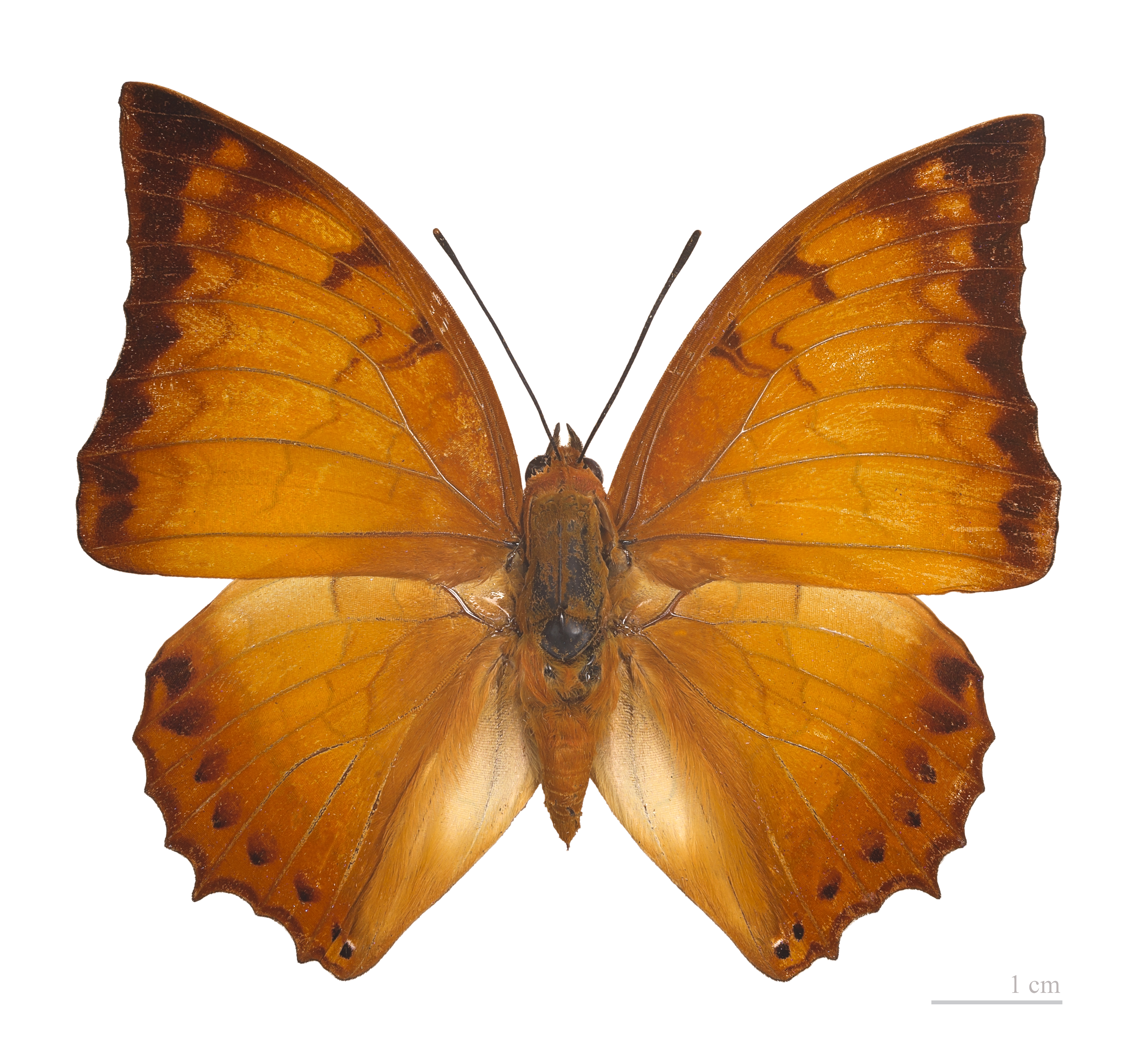
Charaxes distanti

- الشراكسة